# Boiga siamensis
Boiga siamensis este o specie de șerpi din genul Boiga, familia Colubridae, descrisă de Nootpand 1971. Conform Catalogue of Life specia Boiga siamensis nu are subspecii cunoscute.